# Tessaoua
Tessaoua (auch Tessawa, auf Tuareg Taṣawa) ist eine Stadtgemeinde und der Hauptort des gleichnamigen Departements Tessaoua in Niger. Sie ist mit rund 173.000 Einwohnern die viertgrößte Stadt des Landes.

## Geographie

### Lage und Gliederung

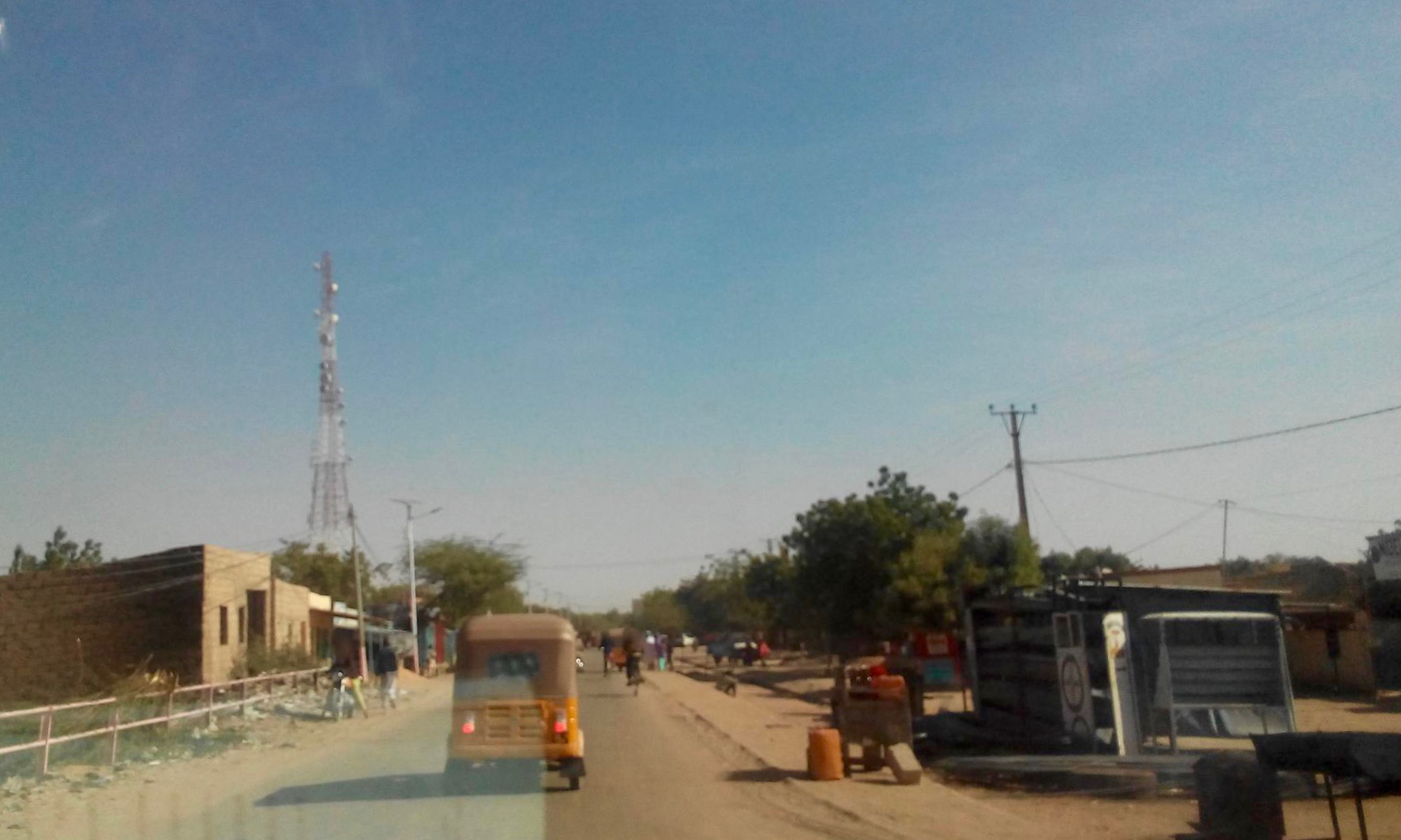
Nationalstraße 1 in Tessaoua (2016)

Tessaoua befindet sich am Übergang der Sahelzone zur Großlandschaft Sudan und liegt etwa auf halber Wegstrecke zwischen den Großstädten Maradi und Zinder. Durch das Stadtgebiet verläuft der 8. Längengrad. Tessaoua ist großteils vom Gemeindegebiet von Maïjirgui umgeben und grenzt ferner im Nordwesten an die Landgemeinde Kanan-Bakaché.

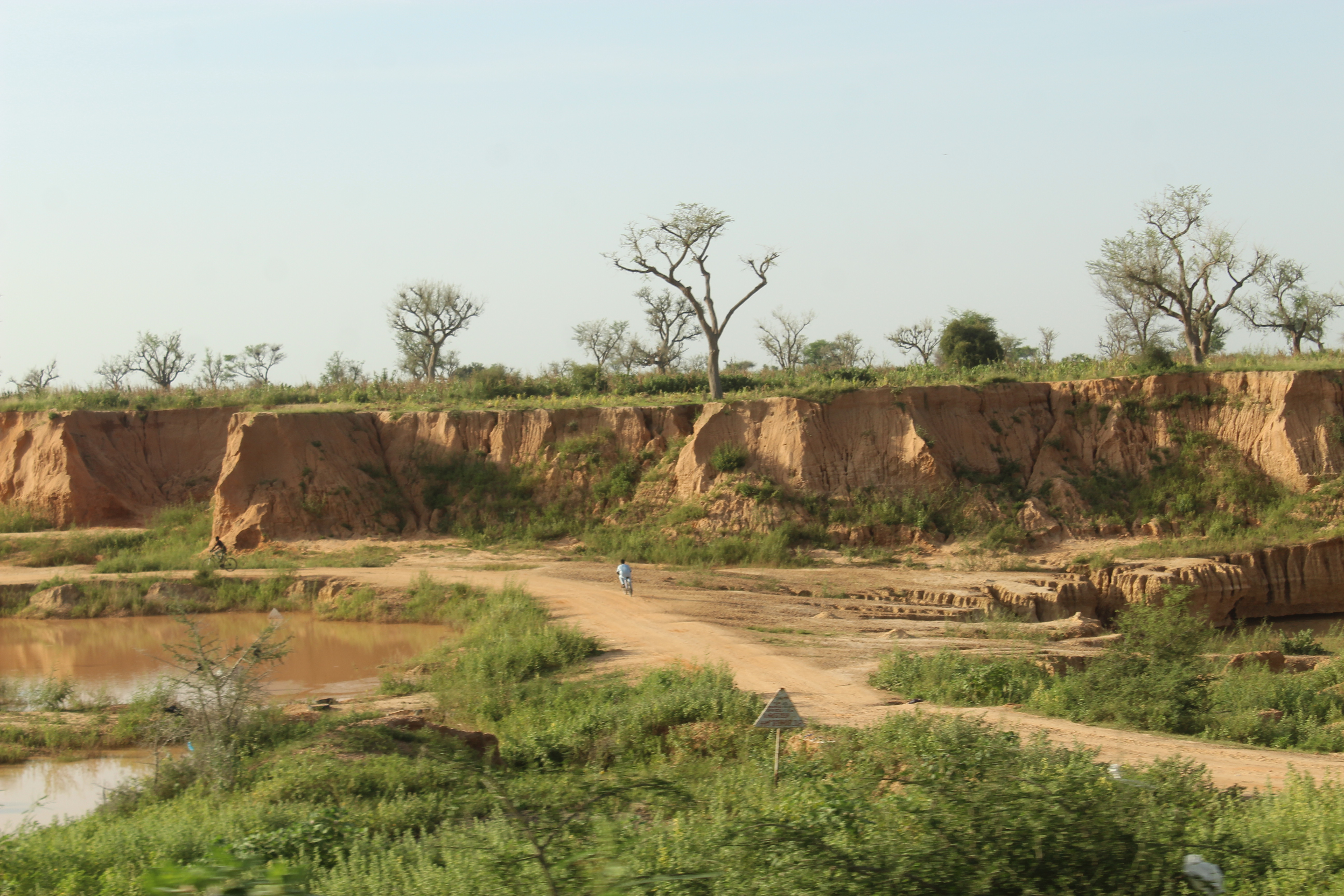
Landschaft in Tessaoua (2023)

Die Stadtgemeinde besteht aus einem urbanen und einem ländlichen Gemeindegebiet. Das urbane Gemeindegebiet ist in 13 Stadtviertel gegliedert. Diese heißen Alkalaoua, Camp de Garde, Fada I, Guindawa, Harmaoua I, Kanaoua (Kanguiwa), Kanguiwa, Kouka Angoual Kouka, Marina, N’Wala, Tessaoua Kanguiwa, Tessaoua Zongo und Toudou. Bei den Siedlungen im ländlichen Gemeindegebiet handelt es sich um 72 Dörfer, 85 Weiler und 37 Lager. Die nach Einwohnern größten Dörfer sind Gounaka, Maïguizaoua und Kaïwa.

### Klima

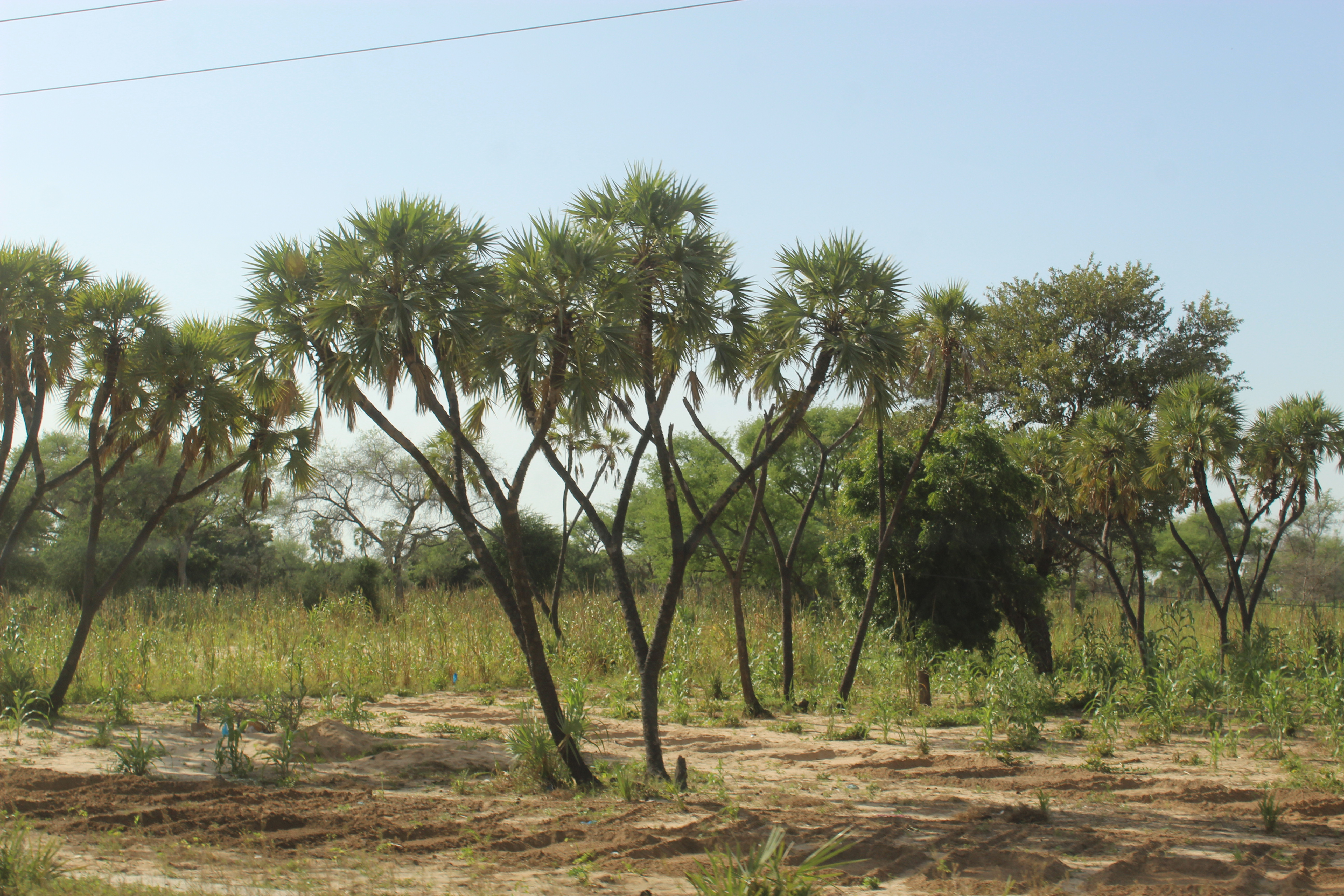
Landschaft in Tessaoua (2023)

In Tessaoua herrscht trockenes Wüstenklima vor.
|                        | Jan  | Feb  | Mär  | Apr  | Mai  | Jun  | Jul  | Aug  | Sep  | Okt  | Nov  | Dez  |   |      |
| Mittl. Temperatur (°C) | 21,1 | 24,3 | 28,1 | 31,4 | 32,3 | 31,4 | 28,7 | 26,8 | 28,6 | 29,2 | 26,0 | 22,0 | ⌀ | 27,5 |
| Mittl. Tagesmax. (°C)  | 29,4 | 32,9 | 36,7 | 39,5 | 39,5 | 37,7 | 34,0 | 31,4 | 34,5 | 36,7 | 34,1 | 30,2 | ⌀ | 34,7 |
| Mittl. Tagesmin. (°C)  | 13,3 | 15,9 | 19,1 | 22,3 | 24,4 | 25,4 | 24,2 | 23,0 | 23,3 | 21,7 | 18,1 | 14,1 | ⌀ | 20,4 |
|                        |      |      |      |      |      |      |      |      |      |      |      |      |   |      |
| Niederschlag (mm)      | 0    | 0    | 0    | 1    | 9    | 19   | 67   | 119  | 43   | 5    | 0    | 0    | Σ | 263  |
|                        |      |      |      |      |      |      |      |      |      |      |      |      |   |      |
| Sonnenstunden (h/d)    | 10,3 | 10,5 | 10,8 | 11,2 | 11,5 | 11,5 | 10,3 | 8,9  | 10,5 | 10,6 | 10,3 | 10,2 | ⌀ | 10,5 |
|                        |      |      |      |      |      |      |      |      |      |      |      |      |   |      |
| Regentage (d)          | 0    | 0    | 0    | 0    | 2    | 3    | 9    | 11   | 5    | 1    | 0    | 0    | Σ | 31   |
|                        |      |      |      |      |      |      |      |      |      |      |      |      |   |      |
| Luftfeuchtigkeit (%)   | 17   | 13   | 10   | 13   | 25   | 42   | 60   | 72   | 58   | 27   | 17   | 18   | ⌀ | 31,1 |

| 13,3 |

| 15,9 |

| 19,1 |

| 22,3 |

| 24,4 |

| 25,4 |

| 24,2 |

| 23,0 |

| 23,3 |

| 21,7 |

| 18,1 |

| 14,1 |

| 13,3 |

| 15,9 |

| 19,1 |

| 22,3 |

| 24,4 |

| 25,4 |

| 24,2 |

| 23,0 |

| 23,3 |

| 21,7 |

| 18,1 |

| 14,1 |

| N i e d e r s c h l a g | 0   | 0   | 0   | 1   | 9   | 19  | 67  | 119 | 43  | 5   | 0   | 0   |
|                         | Jan | Feb | Mär | Apr | Mai | Jun | Jul | Aug | Sep | Okt | Nov | Dez |

## Geschichte
Tessaoua hat seinen Namen von den Tessaraoua (auch Tazaraoua), einer Hausa-Gruppe, die von den Tuareg aus dem Aïr-Gebirge vertrieben wurde.
Zu Beginn des 19. Jahrhunderts war Tessaoua eine Provinz von Katsina. Nachdem die Fulbe, die den Hausa-Staat Katsina 1812 erobert hatten, 1819 aus Maradi und weiteren Gebieten im Norden verdrängt worden waren, wurde Tessaoua dem neuen Staat Maradi angeschlossen. Der Deutsche Adolf Overweg betrat im Januar 1851 als erster Europäer die Stadt, sein Reisegefährte Heinrich Barth traf ihn dort wenige Tage später. Barth schrieb über Tessaoua: „Die Stadt, deren Bevölkerung sicher 10,000 Seelen beträgt, bietet das Bild eines regen Lebens und ihr Markt vermittelt einen recht lebhaften Handelsverkehr.“

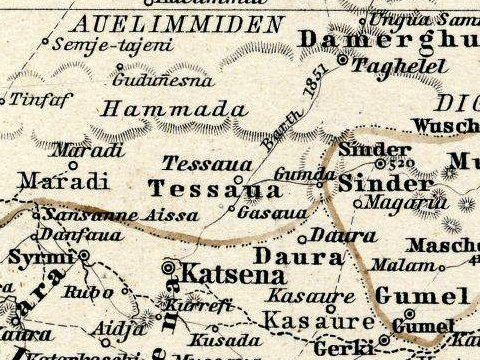
Tessaoua („Tessaua“) in Stielers Hand-Atlas von 1891

Der radikale muslimische Anführer Mazawajé war von 1877 bis 1880 in Maradi tätig, bis er aus der Stadt flüchten musste. Er gründete daraufhin einen eigenen Stadtstaat in Tessaoua. Mazawajé wurde 1890 beim Madarounfa-See getötet. Im Jahr 1893 gründete Moussignaoua, der als Sultan von Maradi seine Herrschaft verloren hatte, in Tessaoua ein neues Sultanat, das sich wie Maradi in der Tradition des ehemaligen Hausa-Staats Katsina sah.
Moussignaoua schloss 1897 einen Schutzvertrag mit Frankreich ab. Großbritannien verzichtete 1898 auf seine Ansprüche auf das Sultanat. Zuvor hatte seit dem Anglo-Französischen Abkommen von 1890 die Linie Say–Barwa als Grenze zwischen den Einflusssphären Großbritanniens und Frankreichs gegolten. In den ersten beiden Dezemberwochen des Jahres 1899 hielt sich die französische Forschungs- und Militärexpedition Mission Foureau-Lamy in der Stadt auf.

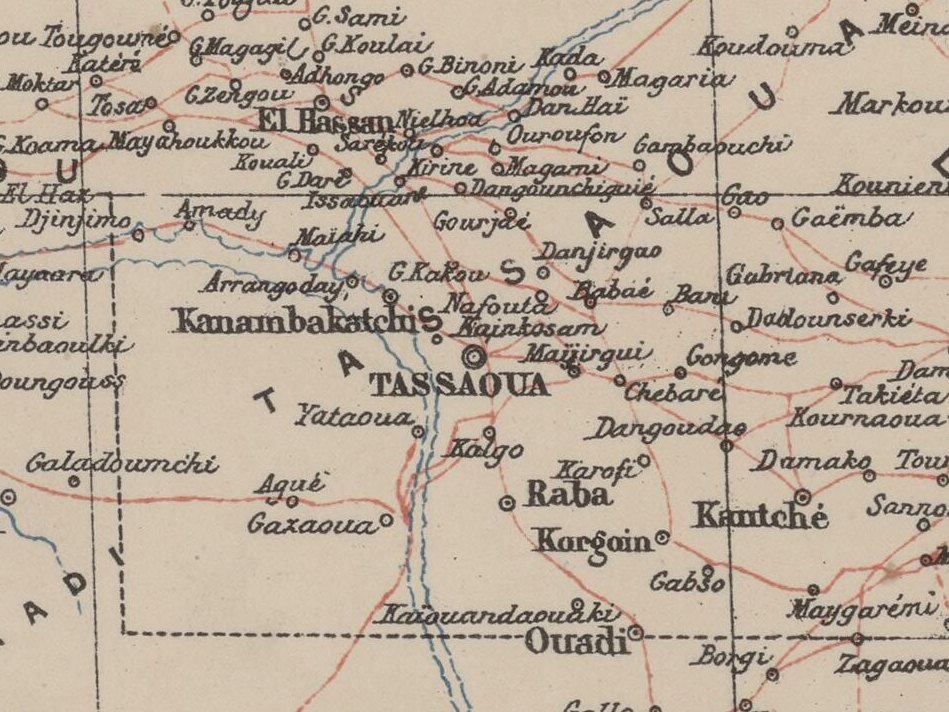
Ausschnitt einer Karte von 1903 mit Tessaoua („Tassaoua“) im Zentrum

Der Markt von Tessaoua war einer der kleinen Märkte in der Region, die zu Beginn des 20. Jahrhunderts von der französischen Verwaltung zugelassen wurden. Der britische Reiseschriftsteller A. Henry Savage Landor besuchte die Sultansstadt und das vorgelagerte Dorf Raba 1906 im Rahmen seiner zwölfmonatigen Afrika-Durchquerung. In den 1920er Jahren galt die durch Tessaoua führende und 1375 Kilometer lange Piste von Niamey nach N’Guigmi als einer der Hauptverkehrswege in der damaligen Kolonie Niger. Sie war in der Trockenzeit bis Guidimouni und wieder ab Maïné-Soroa von Automobilen befahrbar. Dies war auch der Fall für die 175 Kilometer lange Piste von Tessaoua nach Tanout.
Das Sultanat Tessaoua bestand noch bis 1927, bis die Stadt direkt der Kolonialverwaltung Französisch-Westafrikas unterstellt wurde. Im selben Jahr griff eine Gruppe Hausa aus Nigeria, beeinflusst von Lehren des Marabout Malam Moussa, den französischen Militärposten in Tessaoua an, wobei mehrere Menschen ums Leben kamen. Sultan Barmou von Tessaoua wurde der Komplizenschaft verdächtigt, abgesetzt und ins Exil nach Französisch-Sudan geschickt, wo er starb. Das französische Übersee-Forschungsinstitut Office de la Recherche Scientifique et Technique Outre-Mer (ORSTOM) betrieb in Tessaoua eine geomagnetische Station, die zu einem Netzwerk von mehreren hundert ORSTOM-Stationen in Westafrika gehörte, an denen in den 1950er Jahren geomagnetische Messungen vorgenommen wurden.
Bis 1972 hatten in Niger nur die Großstädte Niamey, Maradi, Tahoua und Zinder den Status einer eigenständigen Gemeinde. In diesem Jahr wurde Tessaoua zeitgleich mit sechs weiteren nigrischen Orten zur Gemeinde erhoben.

## Bevölkerung
Bei der Volkszählung 2012 hatte die Stadtgemeinde 172.796 Einwohner, die in 21.189 Haushalten lebten. Bei der Volkszählung 2001 betrug die Einwohnerzahl 119.506 in 16.345 Haushalten.
Das urbane Gemeindegebiet hatte bei der Volkszählung 2012 43.409 Einwohner in 6.012 Haushalten, bei der Volkszählung 2001 31.667 in 5.135 Haushalten und bei der Volkszählung 1988 19.645 in 3.201 Haushalten. Bei der Volkszählung 1977 waren es 10.590 Einwohner.
In ethnischer Hinsicht ist die Gemeinde ein Siedlungsgebiet von Katsinawa, Tuareg, Fulbe, Azna und Gobirawa. Dabei betreibt die Hausa-Untergruppe Gobirawa vor allem Ackerbau, die Fulbe-Untergruppe Tchilanko’en ist auf Agropastoralismus spezialisiert und die Fulbe-Untergruppe Oudah’en praktiziert vor allem Fernweidewirtschaft.

## Politik und Justiz
Der Gemeinderat (conseil municipal) hat 25 Mitglieder. Mit den Kommunalwahlen 2020 sind die Sitze im Gemeinderat wie folgt verteilt: 11 PNDS-Tarayya, 7 CPR-Inganci, 1 MDEN-Falala, 1 MNSD-Nassara, 1 MPR-Jamhuriya, 1 PPN-RDA, 1 PSD-Bassira, 1 RDR-Tchanji und 1 RPP-Farilla.
Jeweils ein traditioneller Ortsvorsteher (chef traditionnel) steht an der Spitze von 71 Dörfern in der Gemeinde.
Die Stadt ist der Sitz eines Tribunal d’Instance, eines der landesweit 30 Zivilgerichte, die unterhalb der zehn Zivilgerichte der ersten Instanz (Tribunal de Grande Instance) stehen. Die Haftanstalt Tessaoua hat eine Aufnahmekapazität von 250 Insassen.

## Kultur
Tessaoua ist ein Schauplatz des 1903 erschienenen Abenteuerromans A travers le Sahara. Aventures merveilleuses de Marius Mercurin von G. Demage. Die Heldin des Romans Toum von Maurice Delafosse, der diesen 1926 unter dem Pseudonym Louis Faivre veröffentlichte, kommt aus der Gegend.

## Wirtschaft und Infrastruktur

### Wirtschaft

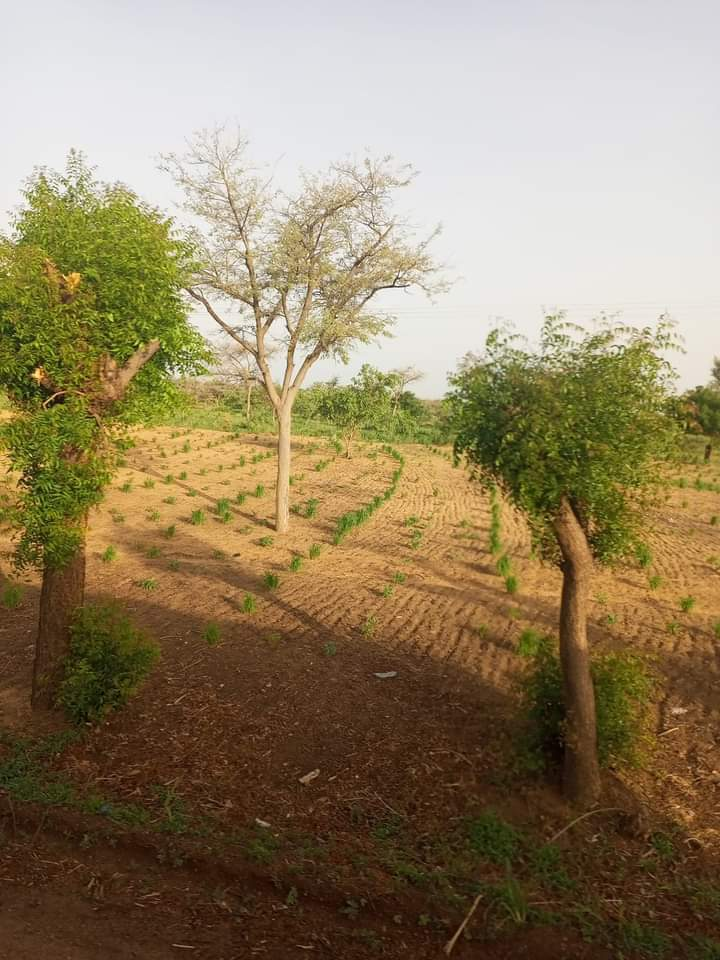
Ein Hirsefeld in Tessaoua (2023)

In Tessaoua gibt es einen Viehmarkt, der vor allem von Zwischenhändlern besucht wird. Der Markttag ist Sonntag. Das staatliche Versorgungszentrum für landwirtschaftliche Betriebsmittel und Materialien (CAIMA) unterhält eine Verkaufsstelle im Stadtzentrum.

### Gesundheit und Bildung
Im Stadtzentrum besteht ein Distriktkrankenhaus. Gesundheitszentren des Typs Centre de Santé Intégré (CSI) mit jeweils eigenem Labor und Entbindungsstation sind im Stadtviertel Guindawa und im Dorf Maïguizaoua vorhanden. Weitere Gesundheitszentren dieses Typs ohne eigenes Labor und Entbindungsstation befinden sich in den ländlichen Siedlungen Gounaka, Gouradjé, Guidan Zougaou und Oura.
Es gibt mehrere allgemein bildende Schulen der Sekundarstufe in der Stadt. Der CEG 1 Tessaoua und CEG 2 Tessaoua gehören dabei zum Schultyp Collège d’Enseignement Général (CEG), ebenso der CEG FA Tessaoua, der einen Fokus auf die arabische zusätzlich zur französischen Sprache aufweist. Weitere Schulen dieses Typs sind der CEG Maïguigé und der CEG Maïguizaoua in den ländlichen Siedlungen Maïguigé und Maïguizaoua. Ebenfalls eine Sekundarschule ist der LEG Tessaoua, ein Lycée d’Enseignement Général (LEG). Beim Collège d’Enseignement Technique de Tessaoua (CET Tessaoua) handelt es sich um eine technische Fachschule und beim Centre de Formation aux Métiers de Tessaoua (CFM Tessaoua) um ein Berufsausbildungszentrum. Die Lehrerbildungsanstalt Ecole Normale d’Instituteurs de Tessaoua besteht seit dem Jahr 2014.

### Verkehr
Durch die Gemeinde führt die asphaltierte Nationalstraße 1, die längste Fernstraße Nigers. Im Stadtzentrum zweigen von der Nationalstraße 1 die Nationalstraße 37 nach Kornaka und die Nationalstraße 45 nach Guézawa, von der Nationalstraße 37 wiederum die Nationalstraße 40 nach Belbédji ab. In Tessaoua befindet sich ein ziviler Flughafen mit unbefestigter Start- und Landebahn, der Flughafen Tessaoua (ICAO-Code: DRRA).

## Partnerstadt
- Conflans-Sainte-Honorine in Frankreich (seit 1998)[33]

## Persönlichkeiten
- Sani Bako (1951–1997), Politiker und Diplomat
- Ali Lankoandé (1930–2014), Politiker in Burkina Faso
- Mamoudou Maïdah (1924–2005), Lehrer und Politiker
- Abdou Moumouni (1929–1991), Physiker
- Kalla Moutari (* 1964), Politiker, von 1993 bis 1996 beigeordneter Administrator (Bürgermeister) von Tessaoua